# Château de la Juvardière
Le Château de la Juvardière ou encore Château de la Juvaudière est un château français situé à Sacé, dans le département de la Mayenne et la région des Pays de la Loire. Il est situé à 1 500 mètres au Nord du bourg.

## Désignation
- Gaufridus de Juvauderia, caution du curé de Saint-Germain-d'Anxure., 1194 (Lib. alb., t. II, p. 94).
- La Gevaudière, 1459 (Titres de la Juvaudière).
- La Jevaudière, 1572 (Registre paroissial de Chailland).
- Le lieu seigneurial de la Juvardière, 1690 (Titres de la fabrique de Sacé).
- La Juvaudière, château et deux étangs sur le moulin de Corbineul (Hubert Jaillot).
- La Juvaudière (Carte de Cassini).
- La Chevaudière (cadastre et carte d'État-Major).

## Histoire
Il s'agissait d'un fief ayant moyenne et basse justice et mouvant du Plessis de Sacé. On voyait encore en 1712, à côté de la maison seigneuriale, à main gauche, « une vieille mazure de logis, de laquelle les murailles, lit-on dans un inventaire, sont pour la plupart tombées il y a très longtemps, et ne s'y voit ni portes ni chassis. » C'était là probablement le château habité par la Famille des Vaux au XVIe siècle. 
Le logis qui le remplaça était très modeste, quoique qualifié en 1619 de « maison seigneuriale, enclose de murailles, cours, jardins, verger, bois de haute futaye, estang et colombier ». On mentionne en 1795, près du logis, le clos de la Chapelle.
L'ancien logis a fait place lui-même à un château en style du XVe siècle, qui n'est pourtant qu'une aile de l'édifice projeté dont le plan a été conçu par Madame Isabelle de Crozé de Clesmes, fille de Guillaume-François d'Ozouville. 
Le château cantonné de tourelles en encorbellement, et d'un pavillon sur la façade qui regarde la vallée de la  Mayenne. Il est planté sur un promontoire dominant la Mayenne à l'Ouest et serré à l'Est par le ruisseau de Corbineul, aujourd'hui de l'Aunay-Roux. 
Le buste de Jean-François de Hercé, maire de Laval, évêque de Nantes, et quelques tableaux, parmi lesquels le portrait de François-Robert d'Ozouville, capitaine de frégate, chevalier de l'Ordre de Saint-Louis, et celui de Constance de Trémigon, qu'il avait épousée en 1789, décoraient à la fin du XIXe siècle le salon.

## Sources et bibliographie
- « Château de la Juvardière », dans Alphonse-Victor Angot et Ferdinand Gaugain, Dictionnaire historique, topographique et biographique de la Mayenne, Laval, A. Goupil, 1900-1910 [détail des éditions] (BNF 34106789, présentation en ligne)